# Bucolismo

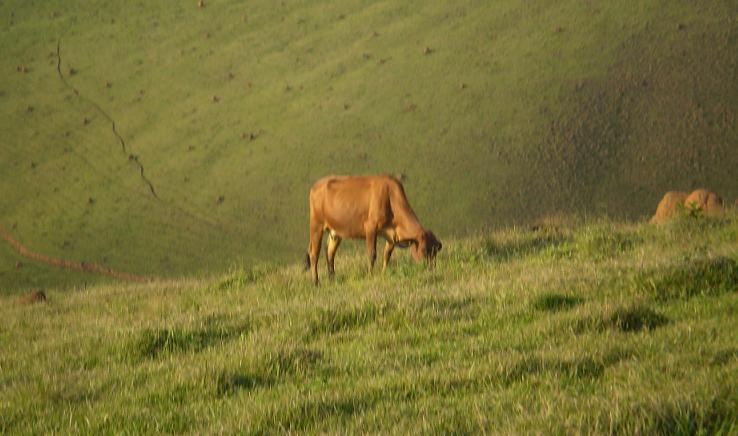
O bucolismo exalta as belezas da vida no campo.

Bucolismo é o termo utilizado para designar uma espécie de poesia pastoral que descreve a qualidade ou o caráter dos costumes rurais, exaltando as belezas da vida campestre e da natureza, característica do arcadismo. A base material do progresso consubstanciava-se nas cidades. Mudava-se o mundo, modernizavam-se as cidades e, consequentemente, redobravam-se os problemas dos conglomerados urbanos.
A natureza acenava com a ordem nos prados e nos campos, e os indivíduos resgatavam sentimentos corroídos pelo progresso. Os árcades buscavam uma vida simples, bucólica, longe do burburinho citadino.
É presente nos textos e músicas que trazem ideia de uma vida simples na natureza e nos campos, com os animais e as pastagens.
Segundo os árcades, a pureza, a beleza e a espiritualidade residem na natureza. O crescimento das cidades conduz à valorização do campo e do 
preceito horaciano do fugere urbem ("fugir da cidade"), daí a preferência por temas pastoris e pelas cenas de vida campestre.